# Riuttasaari (ö i Mellersta Finland, Joutsa, lat 61,65, long 26,12)
Riuttasaari är en ö i Finland. Den ligger i sjön Jääsjärvi och i kommunen Joutsa i den ekonomiska regionen  Joutsa ekonomiska region  och landskapet Mellersta Finland, i den södra delen av landet, 180 km norr om huvudstaden Helsingfors. Öns area är 1,9 hektar och dess största längd är 280 meter i sydöst-nordvästlig riktning.